# 교토 대학 iPS 세포 연구소

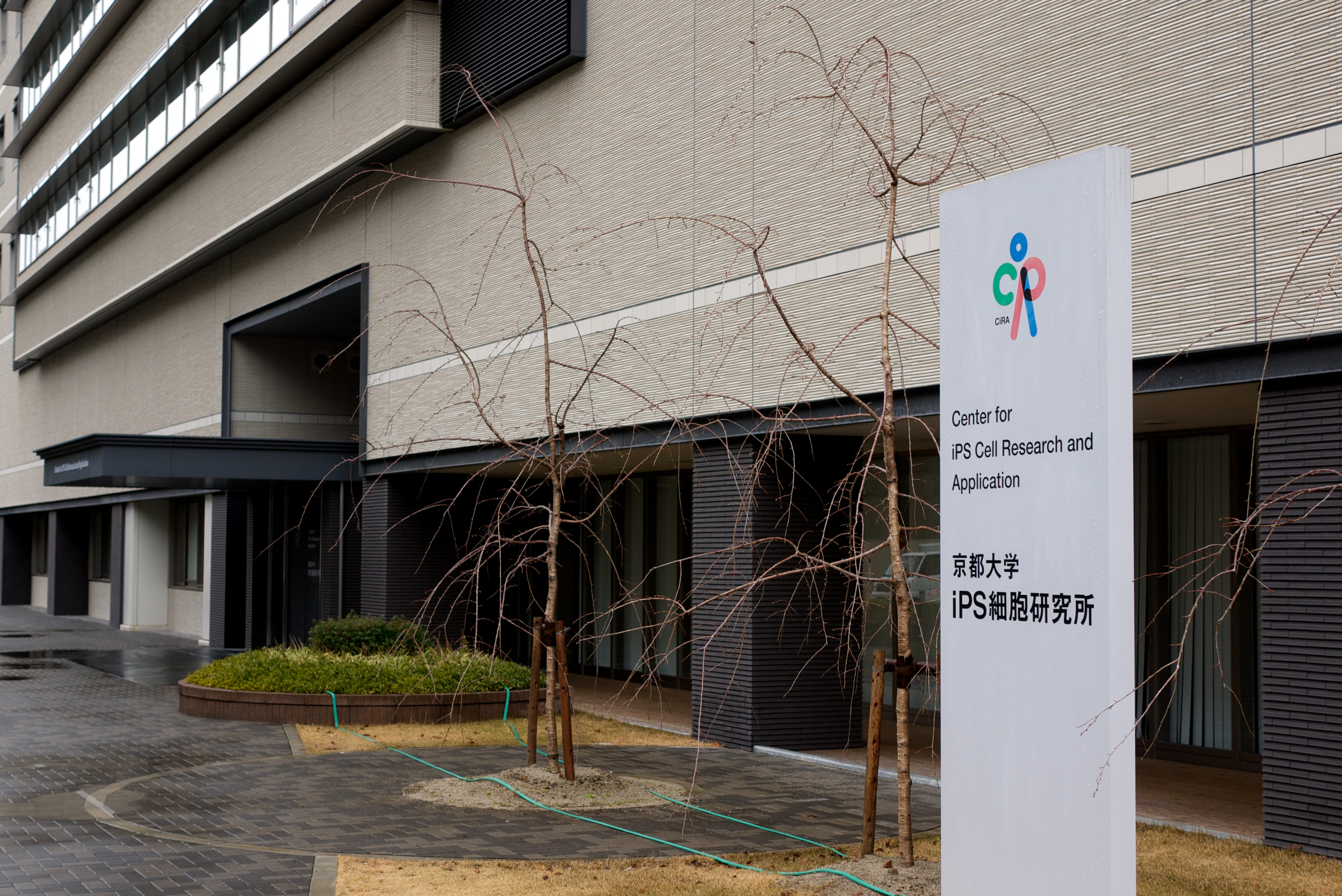
교토 대학 요시다 캠퍼스에 위치한 교토 대학 iPS 세포 연구소

교토 대학 iPS 세포 연구소(일본어: 京都大学iPS細胞研究所, 영어: Center for iPS Cell Research and Application, Kyoto University)는 일본 교토부 교토시 사쿄구에 위치한 교토 대학 부설 연구소 중의 하나이다. 2010년 4월 1일에 설립됐다. 약칭은 CiRA(사이라, サイラ)다.

## 개요
iPS 세포(유도만능줄기세포)에 관한 기초 연구 및 응용 연구를 실시, ‘재생의학의 실현에 공헌한다’라는 이념으로 내걸고 있다. 후술하는 재단 설립에 따른 2020년 4월에 조직 개편되기 이전에는 한때 대부분을 차지하는 비정규직으로 채용된 직원과 대학원생을 포함해서 약 200명이 근무하고 있었다(2012년 기준). 연구소는 지상 5층, 지하 1층 건물에서 각 연구실마다 칸막이를 철거, 연구자들끼리 자유롭게 논의를 할 수 있는 ‘열린 연구실 형식’이 특징이다. iPS 세포에 관한 연구 외에도 지적 재산의 관리나 규제 당국에의 대응, 홍보 활동도 하고 있다.
2012년에 당시 소장이던 야마나카 신야가 그해 노벨 생리학·의학상을 수상하는 것을 계기로 문부과학성은 향후 10년간에 걸쳐 장기적으로 연구비를 지원하겠다는 방침을 정했다. 또한 2019년 9월 6일에 교토 대학이 ‘일반 재단법인 교토 대학 iPS 세포 연구 재단’을 설립했다(이후 2020년 4월 1일에 공익 재단법인으로 이행). 2020년 4월 1일에 재단이 활동을 시작하는 것에 앞서서 CiRA로부터 약 80명의 직원이 재단에 자리를 옮기는 것과 동시에 iPS 세포 연구 기금의 잔고 중 100억 엔을 재단으로 옮겨갔다. 이에 따라 재단으로부터 iPS 세포를 일본 전역의 의료 현장에 전달하는 체제로 이행했다.

## 연혁
- 2008년 : 전신이 되는 ‘iPS 세포 연구 센터’로 출발[4]
- 2010년 4월 1일 : iPS 세포 연구 센터를 개편하는 형태로 ‘교토 대학 iPS 세포 연구소’를 설립[10]
- 2012년 10월 7일 : 다나카 마키코 문부과학대신이 시찰[11]
- 2019년 10월 28일 : 전국농업협동조합연합회(JA 전농)와 업무 제휴 협정을 체결[12]
- 2020년 4월 1일 : iPS 세포 스톡 프로젝트가 교토 대학 iPS 세포 연구 재단으로 이관[8]
- 2020년 6월 12일 : 오사카부와 신종 코로나 바이러스(SARS-CoV-2)에 대한 PCR 검사 기기를 대여하는 협정을 체결[13]

## 소장
| 대수  | 성명          | 재임 기간                      | 연구 분야            | 비고                                            |
| ----- | ------------- | ------------------------------ | -------------------- | ----------------------------------------------- |
| 초대  | 야마나카 신야 | 2010년 4월 1일~2022년 3월 31일 | 미래생명과학개척부문 | 현 명예소장, 2012년도 노벨 생리학·의학상 수상자 |
| 제2대 | 다카하시 준   | 2022년 4월 1일~현재            | 임상응용연구부문     | [ 14 ]                                          |

## 조직

### 연구 부문
- 홈페이지
  - 미래 생명 과학 개척 부문
  - 증식 분화 기구 연구 부문
  - 임상 응용 연구 부문
  - 기반 기술 연구 부문
  - 우에히로 윤리 연구 부문

### 연구 지원 부문
- 홈페이지
  - 소장실
  - 인재개발실
  - 의료응용추진실
  - 기획조정실
  - 국제홍보실
  - 기금실

## 간행물
- 홈페이지
  - CiRA 뉴스레터
  - 애뉴얼 리포트
  - CiRA 팜플렛
  - 줄기세포 핸드북

## 교토 대학 기금 ‘iPS 세포 연구 기금’
미국의 연구소를 본보기로서 ‘iPS 세포 연구 기금’을 모집하고 있다.
- 모집 기간 : 정해진 기간이 없음
- 목표액 : 매년 10억 엔

## 같이 보기
- 생명윤리학
- 유도만능줄기세포